# Hardangervegen

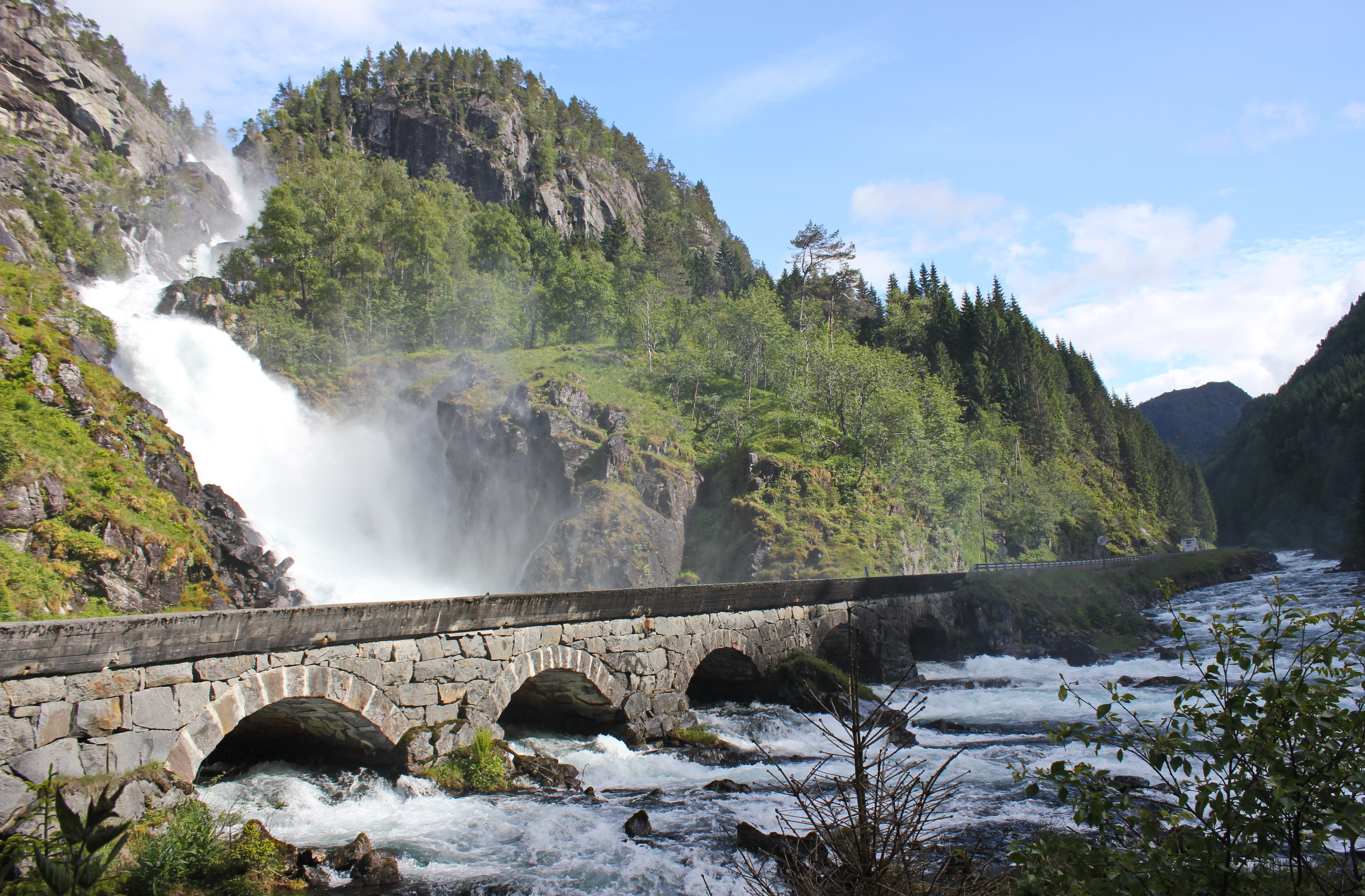
Låtefoss

Hardangervegen is een nationale toeristenweg door het gebied Hardanger in het zuiden van Noorwegen. De weg loopt over de nationale wegen Riksvei 7 en Riksvei 13 en over de provinciale weg Fylkesvei 550. De route is 158 kilometer lang en heeft 4 deelstukken: Granvin - Steinsdalsfossen [weg 79] [weg 49], Norheimsund - Tørvikbygd [weg 49], Jondal - Utne [Fylkesvei 550], en Kinsarvik - Låtefoss.